# Erstreckungsgesetz
Mit dem deutschen Erstreckungsgesetz wurde im Bereich des gewerblichen Rechtsschutzes die Rechtseinheit zwischen dem Patentrecht der ehemaligen Deutschen Demokratischen Republik und der Bundesrepublik Deutschland hergestellt.